# Lucia Valentini Terrani
Lucia Valentini Terrani (Pàdua, 29 d'agost de 1946 - Seattle, 11 de juny de 1998) va ser una mezzosoprano italiana que s'especialitzà en els papers de Rossini.

## Vida i carrera
Nascuda Lucia Valentini, va estudiar primer al Conservatori de Música de Pàdua i després al Conservatori de Musica Benedetto Marcello de Venècia.
Va debutar a Brescia com a Angelina a La cenerentola de Gioachino Rossini, un paper amb el qual romandria estretament relacionada al llarg de la seva carrera. Va debutar a La Scala de Milà el 1973, de nou com a Angelina, i ràpidament es va establir al repertori de Rossini, cantant L'italiana in Algeri, Il barbiere di Siviglia i Il viaggio a Reims. També va cantar molts "papers de pantalons" com ara el rol protagonista de Tancredi, Malcolm de La donna del lago, Pippo de La gazza ladra, Calbo a Maometto secondo, Arsace a Semiramide i Isolier a Le comte Ory, totes òperes de Rossini. També va cantar alguns papers del repertori barroc, sobretot Medea a Il Giasone de Francesco Cavalli, Dido a Dido i Aeneas, de Henry Purcell, Alcina a Orlando furiós d'Antonio Vivaldi i Bradamante a Alcina de Georg Friedrich Haendel. Tot i això, no es va limitar al bel canto i va ampliar el seu repertori per incloure-hi papers com Eboli, Quickly, Mignon, Carmen, Charlotte, Dulcinée, Marina i Jocasta.
Va gaudir d'una carrera d'èxit internacional, actuant a París, Moscou, Buenos Aires, Chicago, Los Angeles, Washington i Nova York, entre altres ciutats. Va debutar al Metropolitan Opera de Nova York el 1974 com a Isabella a L'italiana in Alger i el 1976 va “provocar un furore" al Royal Opera House, Covent Garden, de Londres interpretant La cenerentola amb la companyia de La Scala de Milà.
Al Gran Teatre del Liceu de Barcelona va actuar la temporada 1971-1972, formant part de l'elenc de L'italiana in Algeri, i el juliol de 1992 participant com a solista en la cantata Aleksandr Nevski de Serguei Prokófiev. El 27 de desembre de 1985 va cantar també al Liceu en un concert a benefici dels damnificats per la tragèdia d'Armero de novembre d'aquell mateix any, al costat de Montserrat Caballé, Josep Carreras, Adriana Anelli, Renato Bruson, Eduard Giménez, Leo Nucci, Roberto Paternostro, Jan Pons, Enriqueta Tarrés i el Cor i Orquestra del Gran Teatre del Liceu.
Valentini es va casar el 1973 amb l'actor italià Alberto Terrani, pseudònim artístic d'Alfredo Bolognesi, i va afegir el cognom escènic del seu marit al seu. Va ser diagnosticada de leucèmia el 1996 i va anar al famós centre d'investigació del càncer Fred Hutchinson de Seattle, on el seu col·lega i amic Josep Carreras havia estat tractat per la mateixa afecció. Malauradament, ella no va tenir la sort de Carreras i va morir per complicacions després d'un trasplantament de medul·la òssia als 51 anys.

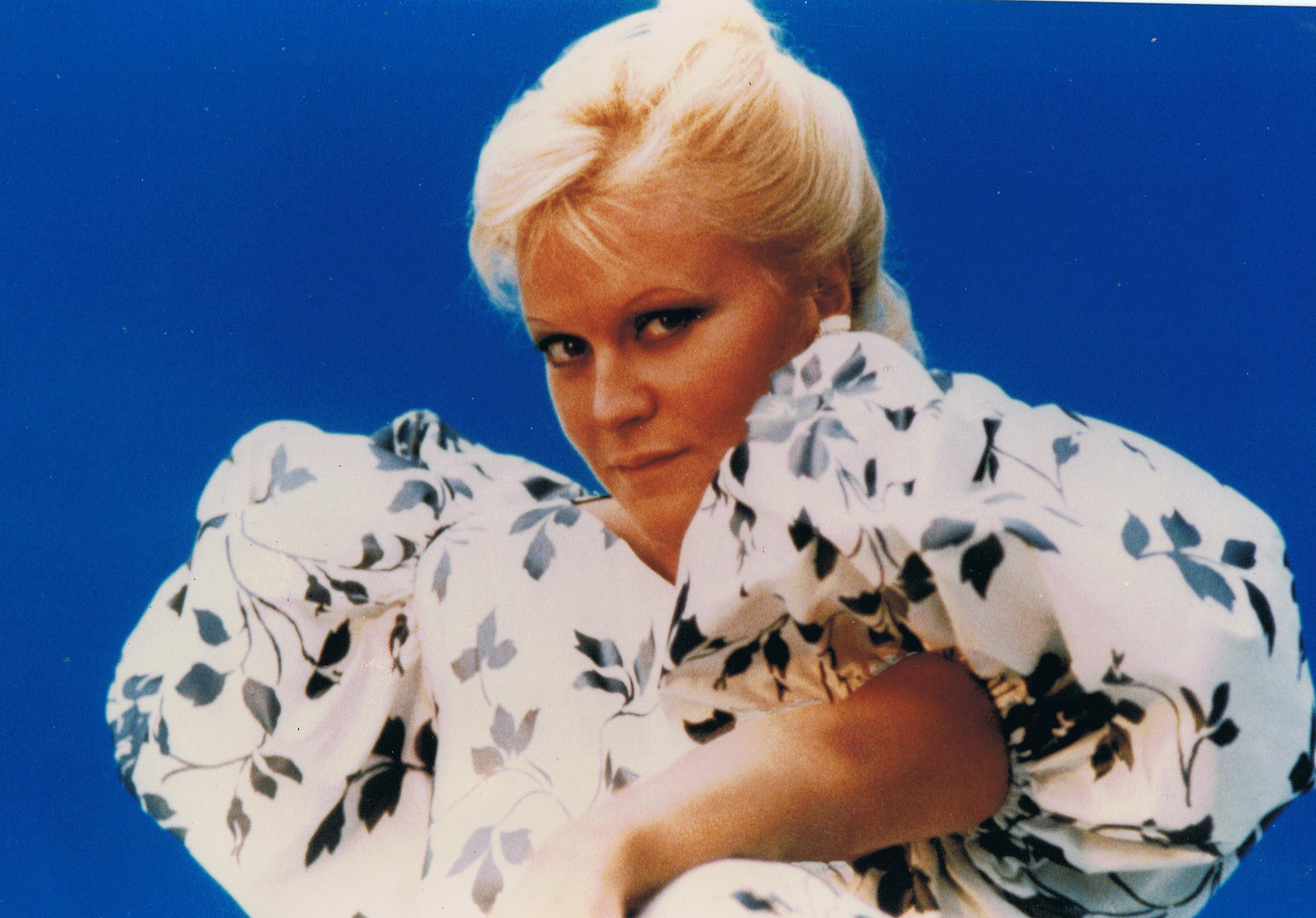
Lucia Valentini Terrani

Era una de les principals mezzos italianes de coloratura contemporània, tenia una veu rica, cremosa i àgil usada amb un fi sentit musical i tenia una bona presència escènica.
Els seus enregistraments inclouen L'italiana in Algeri (1978), La cenerentola (1980), Nabucco (1982), Falstaff (amb Renato Bruson, dirigida per Carlo Maria Giulini, 1982) i Don Carlos (amb Plácido Domingo, Katia Ricciarelli i Ruggero Raimondi, dirigida per Claudio Abbado, 1983–84).
Una petita plaça propera al Teatre Verdi de Pàdua, la ciutat on havia nascut, ha estat nomenada Piazzetta Lucia Valentini Terrani en honor seu. També porta el seu nom un hotel a Pàdua especialment dissenyat per a famílies de malalts atesos en hospitals locals, on poden romandre-hi a tarifes reduïdes.